# Eashing
Eashing – wieś w Anglii, w hrabstwie Surrey, w dystrykcie Guildford. Leży 52 km na południowy zachód od centrum Londynu.